# 'Tage Mahal
'Tage Mahal è il primo album in studio del gruppo musicale heavy metal statunitense Jon Oliva's Pain, pubblicato nel 2004 dalla Steamhammer.
| Recensione | Giudizio |
| ---------- | -------- |
| All Music  | [ 2 ]    |

## Il disco
Il titolo
Il titolo disco è chiaramente ispirato al Taj Mahal e l'idea è nata originariamente da Criss Oliva. Durante un'intervista Jon Oliva ha infatti raccontato di quando suo fratello disse scherzosamente che se avesse realizzato un album da solista gli avrebbe dato il nome del palazzo indiano.
L'origine
All'interno del libretto del CD il cantante spiega che il progetto alla base del disco è nato come uno sorta di tributo alle band che più lo hanno ispirato e cita Beatles, Black Sabbath, Queen e Deep Purple. Alcune composizioni sono tratte dal materiale registrato in vari periodi della sua carriera.
Le sonorità
Lo stile delle canzoni è molto simile a quello dei Savatage dell'ultimo periodo, con una propensione alla melodia e alle partiture complesse, anche se, in questo caso, si nota una componente pianistica leggermente superiore e delle atmosfere più oscure.

## Tracce
Testi e musiche di Jon Oliva tranne dove indicato.
1. The Dark – 5:11
2. People Say – Gimme Some Hell – 4:08
3. Guardian of Forever – 7:44
4. Slipping Away – 4:29
5. Walk Alone – 4:32
6. The Nonsensible Ravings of the Lunatic Mind – 5:31 (Jon Oliva, Chris Caffery)
7. No Escape – 3:23
8. Father, Son, Holy Ghost – 5:54
9. All the Time – 4:58
10. Nowhere to Run – 5:23
11. Pain – 3:13
12. Outside the Door – 4:00
13. Fly Away – 4:11

## Formazione
- Jon Oliva - voce, tastiera, chitarra
- Matt LaPorte - chitarra
- John Zahner - tastiera
- Kevin Rothney - basso
- Chris Kinder - batteria (tranne tracce 7 e 10)
- Steve "Dr. Killdrums" Wacholz - batteria (tracce 7 e 10)